# Oumy Gueye
Pour les articles homonymes, voir OMG et Gueye.
Oumy Gueye, de son pseudonyme OMG (née le 7 octobre 1992 à Rufisque), est une chanteuse sénégalaise de hip-hop.

## Biographie
Lébou d'origine, elle vit toute son enfance à Bargny, un quartier populaire lébou. Connue de sa richesse culturelle. Elle a grandi dans un univers musical. Avec l'influence de sa grande sœur, elle commence très tôt à faire des reprises d'artistes tels que Mariah Carey et Céline Dion, ce qui façonne une ouverture musicale en elle.
En 2010, alors qu'elle est au lycée, elle fait ses premiers pas dans le milieu musical en chantant durant les cérémonies organisées au lycée et en faisant des refrains pour des élèves qui commençent le rap. En 2012, elle intègre le label DD Records. En 2013, elle sort son premier single intitulé Hey Girl, l'année suivante elle réalise l'hymne de la biennale de Dak'Art, puis elle enchaine les singles.
En 2016, elle sort son premier EP Feem en collaboration avec Mamy. En 2017, elle sort son premier projet solo intitulé Zik De FAM, qui participe au festival FIMU de Belfort. Elle est sélectionnée au prix découvertes RFI. Elle remporte son premier Awards au GHHA. OMG est parmi les 10 finalistes du Prix Découvertes RFI en 2017 et 2018. Elle remporte le trophée de la meilleure Hip Hopeuse en 2017, 2018 et 2019 au GHH. Elle reçoit le trophée de la meilleure chanteuse de 2018 au Raya Music Awards. En 2019, elle sort de son deuxième EP Mélokaan.
En 2021, le projet collectif 5 étoiles voit le jour. Figure de la musique urbaine féminine OMG devient incontournable dans ce milieu. Elle pose son empreinte dans cet univers où les femmes s'expriment difficilement. Très engagée, Oumy dénonce à travers sa musique les violences conjugales, le viol, la grossesse précoce, la mutilation génitale, le cancer du sein et beaucoup d'autres. Au côté de grands artistes africains comme Amadou et Myriam, Vieux Falka Touré elle parle de la situation du Sahel dans le Sahel Song, un projet de OCHA. OMG s'affirme sur les scènes internationales en jouant en Gambie, au festival de Nouakchott, au Femua 13 d'Abidjan, au FIMU de Belfort, en France et en Belgique dans le cadre du projet Free Voices.